# Rosa tibetica
Rosa tibetica es una especie de planta del género Rosa, de la familia Rosaceae.

## Taxonomía
Rosa tibetica fue descrita por T. T. Yu y T. C. Ku en 1980.

## Distribución
Se encuentra en el territorio de Tíbet.